# Christian Heinrich Friedrich Peters
Christian Heinrich Friedrich Peters (n. 19 septembrie 1813, Koldenbüttel, Schleswig-Holstein, Germania – d. 18 iulie 1890, Clinton⁠(d), Oneida, New York, SUA) a fost un astronom german și american, unul dintre primii descoperitori de asteroizi.
Născut în provincia Schleswig-Holstein, care făcea parte, în vremea aceea, din Danemarca, înainte de a fi integrată în Prusia în 1866, el a devenit elev al lui Carl Friedrich Gauss. Vorbea multe limbi și a petrecut mai mulți ani în Italia și în Imperiul Otoman înainte de a se stabili în Statele Unite ale Americii în 1854.
A lucrat la Clinton în Statul New York, și a descoperit un total de 48 de asteroizi, primul fiind 72 Feronia în 1861, iar ultimul 287 Nephthys în 1889.
În afară de acestea, a codescoperit cometa periodică 80P/Peters-Hartley și mai multe nebuloase și galaxii.

## Lista asteroizilor descoperiți de Christian Heinrich Friedrich Peters
Între 1861 și 1889, C. H. F. Peters a descoperit 48 de asteroizi la Observatorul Litchfield (789) de la Hamilton College, New York, unde s-a bucurat de titlul de „profesor de astronomie Litchfield”.
| 72 Feronia    | 29 mai 1861        | list |
| 75 Eurydike   | 22 septembrie 1862 | list |
| 77 Frigga     | 12 noiembrie 1862  | list |
| 85 Io         | 19 septembrie 1865 | list |
| 88 Thisbe     | 15 iunie 1866      | list |
| 92 Undina     | 7 iulie 1867       | list |
| 98 Ianthe     | 18 aprilie 1868    | list |
| 102 Miriam    | 22 august 1868     | list |
| 109 Felicitas | 9 octombrie 1869   | list |
| 111 Ate       | 14 august 1870     | list |

| 112 Iphigenia | 19 septembrie 1870 | list |
| 114 Kassandra | 23 iulie 1871      | list |
| 116 Sirona    | 8 septembrie 1871  | list |
| 122 Gerda     | 31 iulie 1872      | list |
| 123 Brunhild  | 31 iulie 1872      | list |
| 124 Alkeste   | 23 august 1872     | list |
| 129 Antigone  | 5 februarie 1873   | list |
| 130 Elektra   | 17 februarie 1873  | list |
| 131 Vala      | 24 mai 1873        | list |
| 135 Hertha    | 18 februarie 1874  | list |

| 144 Vibilia | 3 iunie 1875      | list |
| 145 Adeona  | 3 iunie 1875      | list |
| 160 Una     | 20 februarie 1876 | list |
| 165 Loreley | 9 august 1876     | list |
| 166 Rhodope | 15 august 1876    | list |
| 167 Urda    | 28 august 1876    | list |
| 176 Iduna   | 14 octombrie 1877 | list |
| 185 Eunike  | 1 martie 1878     | list |
| 188 Menippe | 18 iunie 1878     | list |
| 189 Phthia  | 9 septembrie 1878 | list |

| 190 Ismene    | 22 septembrie 1878 | list |
| 191 Kolga     | 30 septembrie 1878 | list |
| 194 Prokne    | 21 martie 1879     | list |
| 196 Philomela | 14 mai 1879        | list |
| 199 Byblis    | 9 iulie 1879       | list |
| 200 Dynamene  | 27 iulie 1879      | list |
| 202 Chryseïs  | 11 septembrie 1879 | list |
| 203 Pompeja   | 25 septembrie 1879 | list |
| 206 Hersilia  | 13 octombrie 1879  | list |
| 209 Dido      | 22 octombrie 1879  | list |

| 213 Lilaea   | 16 februarie 1880 | list |
| 234 Barbara  | 12 august 1883    | list |
| 249 Ilse     | 16 august 1885    | list |
| 259 Aletheia | 28 iunie 1886     | list |
| 261 Prymno   | 31 octombrie 1886 | list |
| 264 Libussa  | 22 decembrie 1886 | list |
| 270 Anahita  | 8 octombrie 1887  | list |
| 287 Nephthys | 25 august 1889    | list |

## Onoruri
Asteroidul din centura principală 100007 Peters, descoperit de Eric Walter Elst la Observatorul La Silla, în 1988, a fost denumit în onoarea lui Christian Peters, la sugestia astronomului amator francez Michel-Alain Combes (născut în 1942). Asteroidul măsoară aproximativ 7,5 kilometri în diametru și aparține familiei carbonacee Alauda. Denumirea a fost publicată în mod oficial de Minor Planet Center, la 5 ianuarie 2015 (M.P.C. 91792).